# Rosemary Wyse
Rosemary Wyse   (Dundee, 26 de gener de 1957), FRAS és una astrofísica escocesa i professora del departament de física i astronomia de la Universitat Johns Hopkins.

## Educació
Wyse es va graduar a la Universitat Queen Mary de Londres el 1977 amb una llicenciatura en ciències en física i astrofísica i va obtenir el seu doctorat en astrofísica a l'Institut d'Astronomia de la Universitat de Cambridge el 1983.
Bernard Jones va ser el seu assessor acadèmic.

## Carrera professional
Wyse va realitzar investigacions postdoctorals a la Universitat de Princeton i a la Universitat de Califòrnia a Berkeley. El seu treball ha estat principalment en els camps de la formació, la composició i l'evolució de les galàxies.

## Premis i honors
- 1986, Premi Annie Jump Cannon d'Astronomia de la Societat Astronòmica Americana.[14]
- 2016, Professora Blaauw, Institut Astronòmic de Kapteyn.[15]
- 2016, Premi Brouwer de la Societat Astronòmica Americana.[16]

Wyse és membre de la Royal Astronomical Society i membre de l'American Physical Society, l'Associació Americana per a l'Avenç de la Ciència i la Societat Astronòmica Americana.